# Projekt 1123
Projekt 1123 „Kondor“ či též třída Moskva je třída sovětských vrtulníkových křižníků (v sovětské terminologii letadlových křižníků) sovětského námořnictva z doby studené války. Křižníky byly původně určeny k vyhledávání amerických raketonosných ponorek, později ale sloužily jako klasická protiponorková ochrana svazů sovětských hladinových lodí. Postaveny byly dvě jednotky této třídy. Ze služby byly vyřazeny po rozpadu SSSR na počátku 90. let.

## Stavba
Projekt vypracovala Něvská strojírenská konstrukční kancelář a v letech 1962–1969 byly v loděnicích v Nikolajevu postaveny dva křižníky této třídy pojmenované Moskva a Leningrad.
Jednotky projektu 1123:
| Jméno     | Zahájení stavby   | Spuštěna          | Vstup do služby   | Status                       |
| --------- | ----------------- | ----------------- | ----------------- | ---------------------------- |
| Moskva    | 15. prosince 1962 | 14. ledna 1965    | 25. prosince 1967 | vyřazen 1991 sešrotován 1997 |
| Leningrad | 15. ledna 1965    | 31. července 1966 | 2. června 1969    | vyřazen 1993 sešrotován      |